# Han som drar veven
Han som drar veven (engelska: The Cameraman) är en komedifilm från 1928 i regi av Edward Sedgwick och Buster Keaton. I huvudrollerna ses Buster Keaton, Marceline Day och Harold Goodwin. Filmen fick i Sverige nypremiär-titeln Kanonfotografen. Filmen antogs gott förlorad i en brand på MGM 1965 men senare hittades två kopior av filmen.

## Rollista i urval
- Buster Keaton - Luke Shannon, "Buster", journalfilmsfotograf
- Marceline Day - Sally Richards, sekreterare på M-G-M:s journalfilmsavdelning
- Harold Goodwin - Harold Stagg, journalfilmsfotograf, Busters rival
- Sidney Bracey - Edward J. Blake, chef för journalfilmsavdelningen
- Harry Gribbon - poliskonstapel Henessey
- Josephine the Monkey - apan

Ej krediterade
- Richard Alexander - en av Busters rivaler
- Edward Brophy - den korpulente mannen i samma omklädningshytt som Buster
- Vernon Dent - mannen i den för trånga baddräkten
- William Irving - fotograf
- Gertrude Ederle - Gertrude Ederle, kanalsimmerska
- James Walker - James Walker, New Yorks borgmästare
- Charles Lindbergh - Charles Lindbergh, flygare (arkivklipp)